# Float (2019)
Float ist ein US-amerikanischer, computeranimierter Kurzfilm von Bobby Rubio aus dem Jahr 2019. Er gehört zur Filmreihe SparkShorts von Pixar und handelt von einem Vater, der mit der Eigenheit seines Sohnes hadert, gern in der Luft zu schweben. Die Produktion beruht auf den Erfahrungen des filipino-amerikanischen Regisseurs mit seinem autistischen Sohn. Deswegen gehören die beiden Hauptfiguren als erste Pixar-Charaktere dieser Ethnie an. Float wurde am 12. November 2019 auf Disney+ veröffentlicht, Pixar machte ihn zusätzlich am 27. Februar 2021 auf seinem offiziellen YouTube-Kanal öffentlich zugänglich. Auf letzterem ist er jedoch nicht mehr abrufbar.

## Handlung
Ein Mann, im Film nur Dad genannt, spielt mit seinem Baby Alex im Garten mit einer Pusteblume. Als Alex plötzlich anfängt zu schweben, sind er und sein Vater den Blicken der Nachbarn sowie Passanten ausgesetzt. Deswegen bringt letzterer seinen Sohn schnell ins Haus und beschließt, selbiges kaum noch zu verlassen. Nach einigen Jahren ist Alex ein Kleinkind und schwebt immer noch herum, während der Vater nun langes, zerzaustes Haar und einen Bart trägt. Die Fenster hat er vollständig verdunkelt, damit niemand Alex sieht.
Alex und sein Vater gehen schließlich in einem Park spazieren, wobei der Vater immer noch penibel darauf achtet, seinen Sohn nicht schweben zu lassen. Er führt ihn deswegen an einer Leine und hat Alex’ Rucksack mit Steinen beschwert. An einem Spielplatz betrachtet der Vater die anwesenden Kinder, wobei Alex unbemerkt wegläuft. Er fängt wieder an zu schweben und sucht den Kontakt mit anderen Kindern, worauf diese verwirrt reagieren. Sein Vater ergreift Alex am Arm und zieht ihn von den Kindern weg, wodurch dieser einen Wutanfall bekommt. Alex wird von seinem Vater schließlich angeschrien und gefragt, warum er nicht normal sein könne. Daraufhin setzt Alex sich auf den Boden und setzt sich traurig seine Kapuze auf.
Der Vater beobachtet noch einmal die anderen Parkbesucher, wobei er feststellt, dass die Kinder sehr unterschiedliche Persönlichkeiten haben. Ihm scheint eine Idee zu kommen, danach tröstet er Alex und setzt ihn auf eine Schaukel. Durch die Schwingungen motiviert fängt Alex an, durch den Park zu schweben. Der Vater achtet nicht mehr auf die Reaktionen der anderen, sondern rennt seinem Sohn fröhlich hinterher. Der Film endet schließlich mit einem vom Regisseur Bobby Rubio verfassten, eingeblendeten Text.

“For Alex. Thank you for making me a better dad. Dedicated with love and understanding to all families with children deemed different.”

„Für Alex. Danke, dass du mich zu einem besseren Vater gemacht hast. Mit Liebe und Verständnis allen Familien gewidmet, deren Kinder als anders betrachtet werden.“

## Produktion

### Entstehung
Bei Alex, dem Sohn von Bobby Rubio, der seit Ende der 2000er Jahre in der Animations-Abteilung des Studios Pixar arbeitet und an Produktionen wie Oben und A Toy Story: Alles hört auf kein Kommando mitwirkte, wurde im Alter von zwei Jahren Autismus diagnostiziert. Rubio kam nach eigener Aussage damit zunächst nur schwer zurecht und wurde depressiv. Seine Ehefrau riet ihm deswegen, seine Gefühle künstlerisch zu verarbeiten. Rubio entschied sich, einen Comic über die Beziehung zu seinem Sohn zu zeichnen, weil er vor seiner Einstellung bei Pixar als Comic-Künstler arbeitete. Allerdings konnte er lediglich das Cover anfertigen, da seine Emotionen noch zu intensiv gewesen seien, weswegen er das Projekt abbrach.
Nach acht Jahren entschloss sich Rubio, die Idee wieder aufzugreifen, diesmal jedoch in Form eines Storyboards. Er behielt das Schweben des Sohns bei, da er die Vorteile des Animations-Mediums nutzen und die Andersartigkeit des Kindes visuell darstellen wollte. Zudem sollten Kinder, die „anders“ sind, als besonders porträtiert werden. Das Schweben stellte daher keinen negativen Aspekt, sondern etwas Positives dar. Auch diente dies als Metapher, die sich für jeden Zuschauer auf eine persönliche Art und Weise interpretieren lasse. Daneben waren die Superman-Geschichten eine weitere Inspirationsquelle für Rubio. Dessen Vater sei ein gewöhnlicher Mann mit einem Baby mit Superkräften, womit er klarkommen müsse. Zudem sei der Regisseur womöglich unterbewusst von seiner früheren Arbeit an der Nickelodeon-Serie Avatar – Der Herr der Elemente beeinflusst worden, deren kindlicher Protagonist ebenfalls schweben kann.
Nachdem Rubio die gesamte Handlung fertig gestellt hatte, zeigte er sein Werk einigen Kollegen, die ihm rieten, damit zur Pixar-Produzentin Lindsay Collins zu gehen, der seine Idee gefiel. Sie war Executive Producer bei den SparkShorts, einer Kurzfilmreihe des Studios, deren Produktionen in einem Zeitraum von sechs Monaten mit niedrigem Budget entstehen und auf persönlichen Erlebnissen der Debüt-Regisseure basieren. Zudem hat die Initiative das Ziel, mehr Frauen und People-of-Color-Animationsfilme produzieren zu lassen. Am Anfang der Produktion wurde Rubio von mehreren Kollegen auf die ethnische Identität der Figuren angesprochen. Sie fragten ihn, warum sie weiß und nicht wie die Rubios selbst Filipino-Amerikaner waren. Rubio hatte nach eigenen Angaben unterbewusste Vorbehalte gegen den Vorschlag, weil er dachte, dass die Zuschauer dann kein Interesse an der Produktion haben würden. Als ein Kollege fragte, was Alex beim Anblick der Figuren wohl denken würde, entschied sich Rubio schließlich um. Er habe seinen Sohn nicht im Glauben lassen wollen, sich für ihn oder seine Herkunft zu schämen. Zudem wollte er so nicht nur seinem Kind seine Vaterliebe und Wertschätzung vermitteln, sondern sowohl ihn als auch andere nicht-weiße Kinder aufbauen.

### Dreharbeiten
Collins nahm Float schließlich in die SparkShorts auf, worauf Rubio mit der Arbeit an seinem Regie-Debüt begann. Als Geldgeberin wählte Collins ihre Kollegin Krissy Cababa, die ebenfalls Filipino-Amerikanerin ist und mit Loop einen weiteren Film der SparkShorts mit einer autistischen Hauptfigur produzierte. Rubio änderte zunächst einige Details in der Handlung, unter anderem versank der Vater immer, wenn sein Sohn mit dem Schweben anfing, buchstäblich im Boden, was eine Metapher für seine Depression war. Allerdings entstand dadurch nach Rubios Ansicht der Eindruck, dass der Vater wie sein Sohn auch Superkräfte hat und besonders ist. Deswegen wurde dieser Aspekt entfernt, da nur Alex besonders sei, sein Vater dagegen eine normale Person in einer außergewöhnlichen Situation. Die Moral der Geschichte, nämlich die Erkenntnis des Vaters, die Andersartigkeit seines Sohnes akzeptieren zu müssen, wäre durch das Versinken nicht mehr klar geworden. Rubio sprach zunächst den scratch der Vaterfigur ein, vorläufige Sätze, die für Testanimationen verwendet werden. Das Produktionsteam fand Gefallen an seiner Stimme, weswegen sie keinen professionellen Sprecher für die Rolle engagierten, sondern Rubio seinen Text selbst vertonen ließen. Laut Cababa sei dies ohnehin besser gewesen, da Rubios persönliche Geschichte zum Herz des Films gehöre. Deswegen wollte sie seinen eigenen Erfahrungen treu bleiben.
Im Gegensatz zum Produktionsteam von Loop berieten sich die Produzenten von Float bis auf Rubios Sohn nicht mit autistischen Personen. Zum einen wäre der Produktionszeitraum von sechs Monaten dafür zu kurz gewesen, zum anderen gehe es im Film trotz der Inspirationsquelle nicht wirklich um Autismus. Stattdessen behandle er generell Andersartigkeit. Rubio habe Jahre gebraucht, um Alex zu akzeptieren, unter anderem habe er ihn aufgefordert, mit dem Stimming aufzuhören. Er wollte die Geschichte dieser Akzeptanz erzählen, allerdings ohne sich dabei konkret auf Autismus zu beziehen. Laut Cababa konzentrierten sie und Rubio sich neben dem Figuren- und Setdesign vor allem darauf, die Geschichte humorvoll und emotional zu gestalten sowie die Handlung aufgrund des kurzen Zeitfensters effizient aufzubauen. Cababa wies Rubio beispielsweise darauf hin, dass der Vater anders als in den Storyboards auf der Suche nach seinem schwebenden Sohn nicht geradeaus oder nach unten, sondern nach oben blicken sollte. Die schwierigste Szene sei die gewesen, in der der Vater in dem einzigen Satz des Films seinen Sohn anschreit. Aufgrund seiner Emotionalität habe der Satz authentisch dargeboten werden müssen, wofür 100 Takes nötig waren. Das Produktionsteam überlegte auch, die Stelle zu streichen oder tonlos zu lassen, weil sie für einen Pixar-Film recht intensiv sei. Sie entschieden sich letztlich dagegen, da der Moment für Eltern nicht nur nachvollziehbar und realistisch wirke, sondern das Happy End dadurch zusätzlich verstärkt werde.

## Veröffentlichung
Ein erster Trailer der SparkShorts, darunter Float, wurde am 30. Oktober 2019 auf dem offiziellen YouTube-Kanal von Pixar veröffentlicht, wobei in diesem Monat in den Vereinigten Staaten der Filipino-American History Month begangen wird. Float ist dabei nicht nur der erste Pixar-Film, sondern auch allgemein die erste CGI-Animationsproduktion mit filipino-amerikanischen Hauptfiguren. Float erschien schließlich zusammen mit Kitbull, Loop, Purl, Smash and Grab und Wind am 12. November auf dem Streamingdienst Disney+.
Am 27. Februar 2021 erschienen Float und Wind auf dem offiziellen YouTube-Kanal von Pixar. In einer Stellungnahme erklärte das Studio, mit der Veröffentlichung der Produktionen, die beide von asiatischen Amerikanern gedreht wurden, dieser Gemeinschaft im Land beizustehen. In dem Zeitraum kam es in den USA unter anderem bedingt durch die COVID-19-Pandemie vermehrt zu rassistischen Angriffen auf asiatische Amerikaner. Pixar sei auf die Darstellung von Angehörigen der Ethnie in den Filmen stolz und wolle zeigen, wie Geschichten mit asiatischen Figuren Inklusion allgemein fördern können. Float erreichte auf YouTube über 26 Millionen Aufrufe und 773.000 Likes, das Video wurde in der Zwischenzeit jedoch privatisiert, weswegen es dort zurzeit nicht mehr frei zugänglich ist.

## Rezeption
In der Internet Movie Database erreichte der Film eine Bewertung von 7,2 von zehn Sternen basierend auf 4.162 abgegebenen Stimmen.
Anna Menta von Decider beschrieb Float als eine der ergreifendsten, berührendsten und akkuratesten Geschichten über Autismus. Mit Rubio habe Pixar einen weiteren Meister des Geschichtenerzählens gefunden. Der Film sei absolut empfehlenswert und sollte so schnell wie möglich angesehen werden. Alex Abad-Santos schrieb für Vox, dass die Mimik und Körperhaltungen der Figuren die Geschichte tragen, selbst deren kleine Veränderungen hätten eine große emotionale Wirkung. Der Film erschließe tiefgründig die menschlichen Instinkte, geliebte Menschen erbittert zu beschützen, sich vor möglichen, ihnen widerfahrenen Diskriminierungen zu sorgen sowie auf einen guten Umgang anderer mit ihnen zu hoffen. Laut dem autistischen Aktivisten Kerry Magro könne er sich mit der Hauptfigur gut identifizieren, da er als Kind beispielsweise nach vielfacher Kritik anderer sein Stimming verbarg, um normal zu wirken. Die Erkenntnis des Vaters, seinen Sohn zu akzeptieren, sei eine wichtige Lektion, da Mobbing und Ignoranz in Bezug auf autistische Personen nicht mit Anpassung an die Mehrheit, sondern Anerkennung von Diversität und Einzigartigkeit bekämpft werden müssten. Für Jord Tury von Collider verbinde Float in nur sieben Minuten inspirierend eine einfach verständliche Geschichte mit einer aufrichtigen Moral. Diese Kombination produziere eine authentische Botschaft über die Anstrengungen bestimmter Personengruppen.
In sozialen Netzwerken wurde die Produktion von Nutzern vielfach gelobt. Dabei äußerten sich nicht nur Filipino-Amerikaner über die Darstellung von Figuren mit dieser Herkunft positiv, sondern auch Angehörige anderer ethnischer Minderheiten sowie der LGBT-Gemeinschaft, da sie sich in der Darstellung von Personen, die „anders“ sind, wiedererkannten. Rubio begrüßte diese verschiedenen Interpretationen, weil der Film die Akzeptanz von Andersartigkeit bewerbe sowie die Zuschauer ermutige, mit dieser offen umzugehen und sich nicht für sie zu schämen, sondern stolz auf sie zu sein.

## Nominierung
Im Mai 2019 erhielt Float in der Sparte Unterhaltung eine Nominierung für den Peabody Award.